# Plateau d'Helfaut

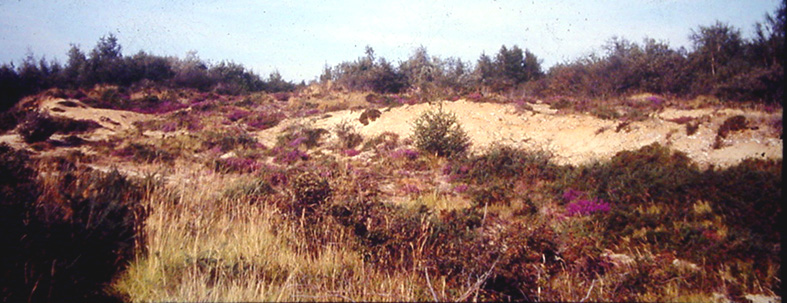
paysage de lande à bruyère callune, extrémité Ouest du plateau d'Helfaut, fin des années 1980

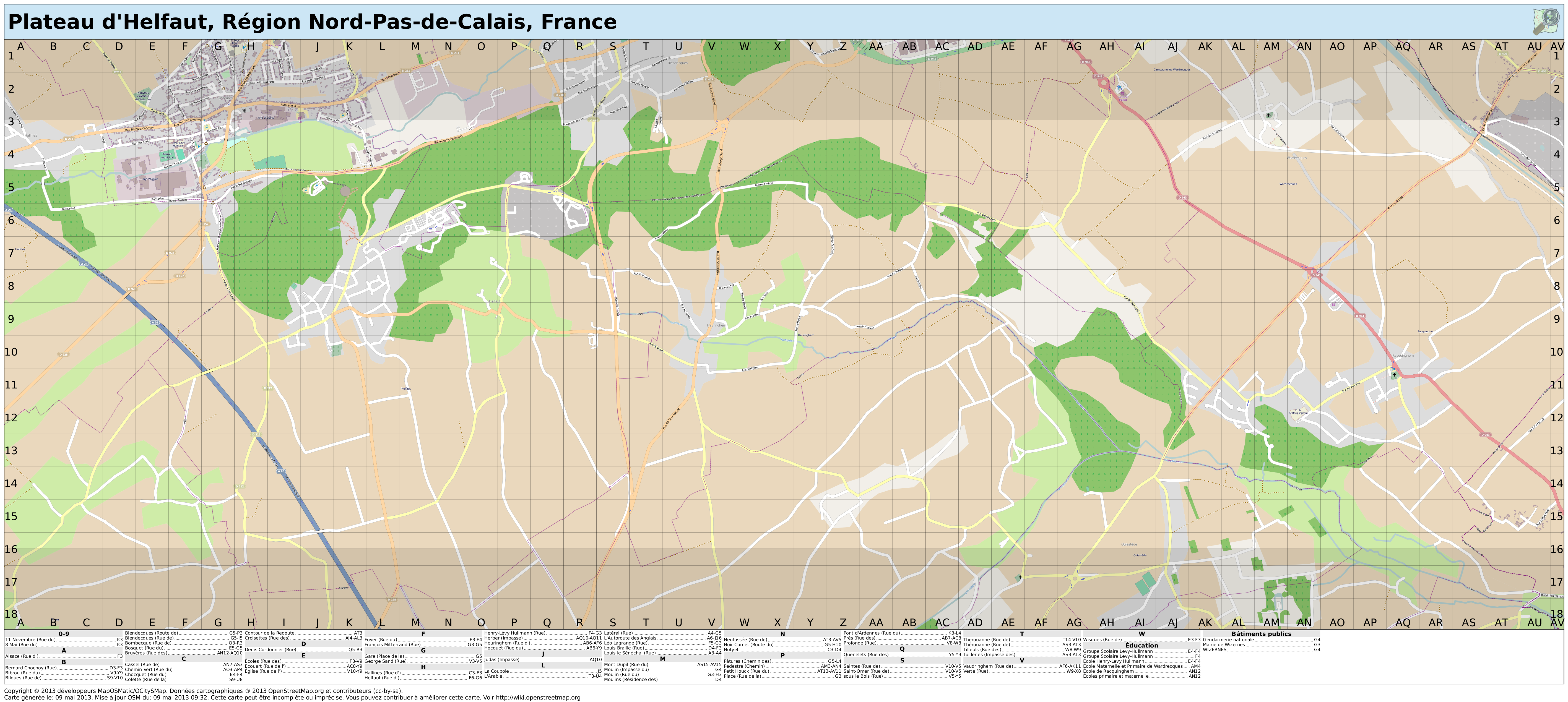
Carte simplifiée du Plateau d'Helfaut, montrant les milieux plus naturels ou « semi-naturels » en vert, et la forme d'arc du plateau (lequel avait un équivalent géologique et paysager, de l'autre côté de la vallée de l'Aa plus au nord, : « le plateau de Longuenesse »

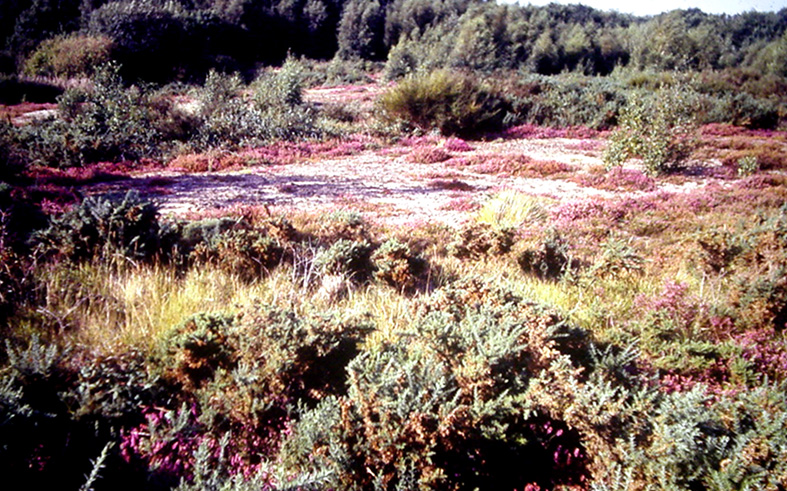
Dans les années 1980, la lande était déjà devenue très relictuelle, victime de l'urbanisation d'une part et du boisement de l'autre

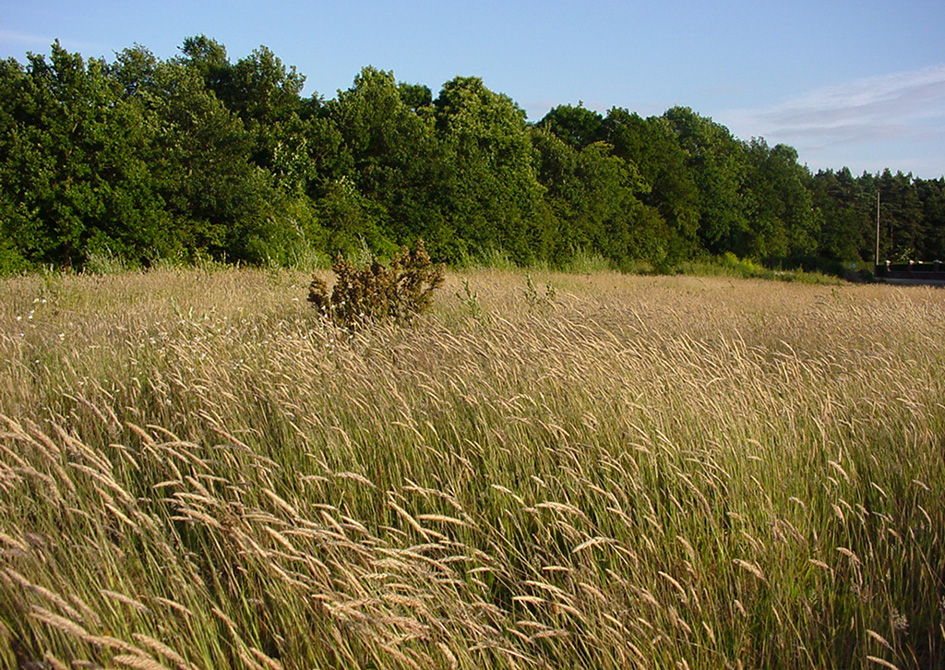
Sur le même sol que celui de la photo ci-dessus, un autre stade sub-pionnier se manifeste, avec le développement presque monospécifique de graminées (un ajonc est visible au centre), sur un sol sableux et acide importé

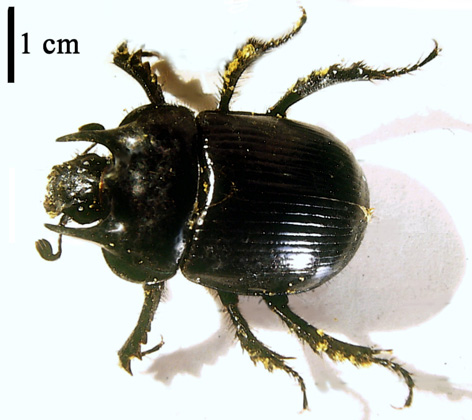
Typhaeus typhoeus mâle ; (Bousier fouisseur), l'une des espèces de coléoptères autrefois communes sur le plateau et en forte régression aujourd'hui.

Le Plateau d'Helfaut est le nom (lieu-dit) d'un site d'environ 300 hectares, situé près de Saint-Omer, en région Nord-Pas-de-Calais, situé dans le département du Pas-de-Calais. 
C'est un site géologique remarquable (par la présence superficielle d'une argile à silex dite diluvium d'Helfaut et des couches géologiques inversées. Ce site abritait jusque dans les années 1960 une flore particulièrement riche et originale pour le nord de la France, ayant justifié la création de  4 réserves naturelles volontaires devenues réserves naturelles régionales), dont la Réserve naturelle des Landes d'Helfaut sise sur la commune qui a donné son nom au Plateau. Ces réserves ont en fait été créées en guise de mesure compensatoire à la fragmentation écologique du plateau d'Helfaut pas la VNVA (Voie nouvelle de la vallée de l'Aa) ou « Contournement d'Heuringhem »
En réalité ce plateau a un équivalent de l'autre côté de la vallée de l'Aa, dite Plateau des Bruyères. 

## Le plateau des Bruyères
Il est situé sur les communes de Longuenesse et de Wizernes. Il a perdu une grande partie de ses caractéristiques écopaysagères ; Les bruyères et landes y ont presque disparu, sous l'effet des cultures, des carrières (exploitation de sable) et de l'urbanisation (périurbanisation de Saint-Omer, accompagnée de la construction d'un aérodrome et d'un champ de course hippique, puis d'une prison. 

En avril 1908, alors que le printemps était exceptionnellement sec, un important incendie s'est déclaré dans les « dornes » ; « aux Bruyères, derrière le cimetière de Longuenesse ». La presse de l'époque, qui l'a attribué à des farceurs raconte que la nuit, le spectacle a attiré les badauds qui croyaient à un feu d’usine. Cette même année, à Lumbres un incendie d’origine inconnue a également ravagé une parcelle du bois de la montagne de Samettes, propriété de M. de Raismes.

## Le plateau d'Helfaut
- la Partie ouest du Plateau d'Helfaut est située sur les communes d'Helfaut et de Wizernes alors que l'autre extrémité du plateau est située à Racquighem.. Ce plateau est parfois par les naturalistes et la DIREN ou le Conservatoire botanique national de Bailleul dénommé Plateau d'Helfaut à Racquinghem.

Ce plateau a son « pendant », de l'autre côté de la vallée de l'Aa : le « Plateau des bruyères », mais ce dernier est écologiquement et paysagèrement beaucoup moins riche, de par sa proximité de la ville de Saint-Omer dont il est devenu la banlieue et à cause d'une mise en culture ancienne, de l'installation d'un aérodrome, d'un champ de course, et d'une prison.

## Géologie
Ce site a une probable origine géologique liée à la présence de ligne de failles.

Il semble avoir été l'épicentre d'un des derniers tremblements de terre fortement ressenti dans le nord de la France;

## Gestionnaire des réserves naturelles
Eden 62, syndicat mixte créé par le Conseil Général du Pas-de-Calais pour gérer les espaces naturels sensibles acquis grâce à la TDENS.

## Histoire du site et de la réserve
Situé dans le domaine de ce qu'on appelait autrefois l'ancienne forêt charbonnière mais peut-être déjà riche en landes et clairières, il a connu une occupation préhistorique ou gallo-romaine (4 buttes antiques, transformée en « buttes de tir » pour l'entrainement des soldats à l'époque napoléonienne) Des cartes anciennes montrent à l'ouest du site un boisement commençant au bord du plateau et s'arrêtant au niveau de Blendecques. Ce boisement avait son pendant de l'autre côté de la vallée à Longuenesse.
C'est un site qui a été très exploité pour ses silex et pour ses prés communaux, et plusieurs fois été bouleversé ; les Normands l'ont traversé pour piller l'Audomarois, en venant de Thérouanne. 
Il a également été remodelé par les militaires qui y ont fait des campements, un fort et qui s'y sont longtemps entrainé. De nombreuses carrières (silex, sables, craie sur sa périphérie) l'ont entamé et ont également bouleversé son régime hydromorphie. La partie supérieure de ces carrières a abrité dans les années 1970-1990, au niveau des couches sableuses (sable du dévonien) jusqu'à plusieurs centaines de nids d'hirondelles de rivage (à Helfaut, Blendecques, Baudringhem). 
En bordure de plateau et sur une étendue de bruyères autrefois ensoleillée, un sanatorium départemental a été construit dans les années 1930. On y a planté des pins. Agrandi et modernisé dans les années 1980, il est devenu l'hôpital de l'agglomération audomaroise. La desserte routière et la construction de lotissements ont eu lieu en parallèle avec le développement du centre hospitalier. 
Un boisement artificiel de résineux (la forêt d'Helfaut, 45 hectares) concurrence désormais la lande acide à bruyère sur le site. Un intense bombardement dû à la construction par les Allemands d'un blockhaus géant (dit la « Coupole d'Helfaut ») destiné à abriter la construction de missiles « V2 » lors de la Seconde Guerre mondiale a bouleversé une partie du site, et a grandement altéré la qualité du bois fourni par la pinède.
Le drainage du plateau, associé au recul du lièvre et surtout du lapin autrefois très présents dans ce secteur ont favorisé le boisement de milieux autrefois ouverts et entretenus par la vaine pâture et les prés communaux. Le boisement colonise le plateau, rapidement depuis les années 1980. Ces arbres évapotranspirent une grande quantité d'eau, ce qui a contribué à assécher le plateau, en augmentant localement le risque d'incendie de forêt.
Les routes et lotissements ou divers aménagements sportifs ou de loisirs (deux stands de tir, parkings...) ont contribué à morceler et réduire le milieu naturel. La surface protégée par l'arrêté de biotope de 1995 ne représente que 52 % de la ZNIEFF établie sur la base de données naturalistes datant des années 1980, acceptée en 1990 et cartographiée en 1991

## Galerie de photo

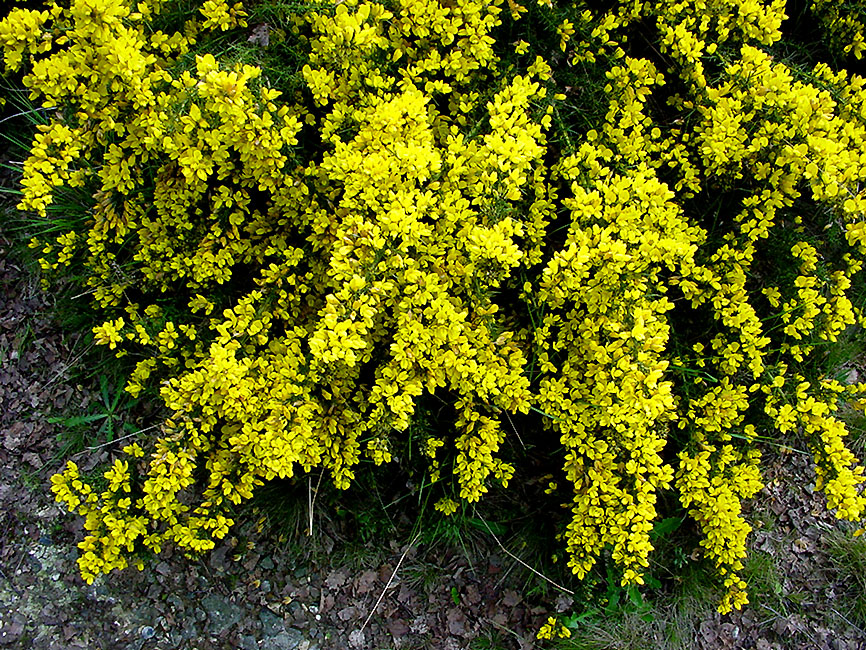
Ajonc d'Europe, relativement rare dans cette région, mais commun sur les sols siliceux ou argileux acides du plateau.
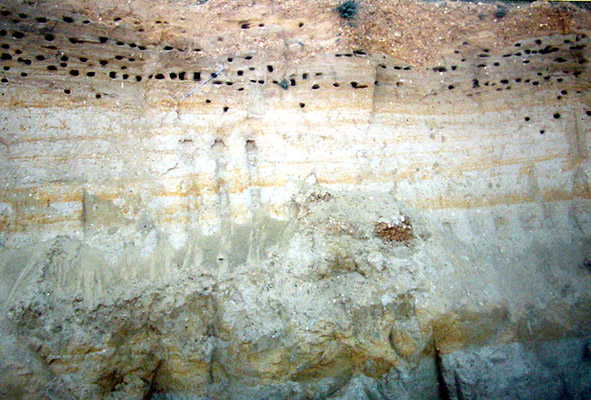
Nids d'une colonie d'Hirondelles de rivage (carrière de sable entre Baudringhem et Heuringhem)
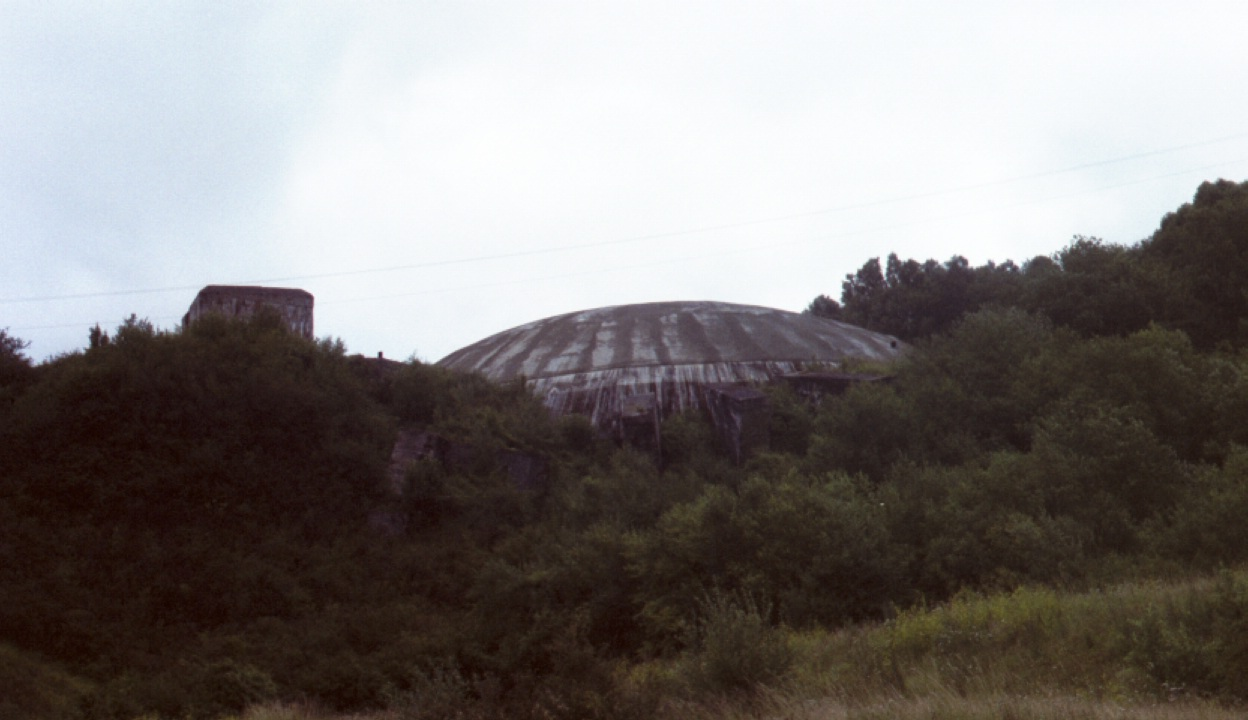
Coupole d'Helfaut, construite par l'Allemagne nazie sur le flanc nord du plateau
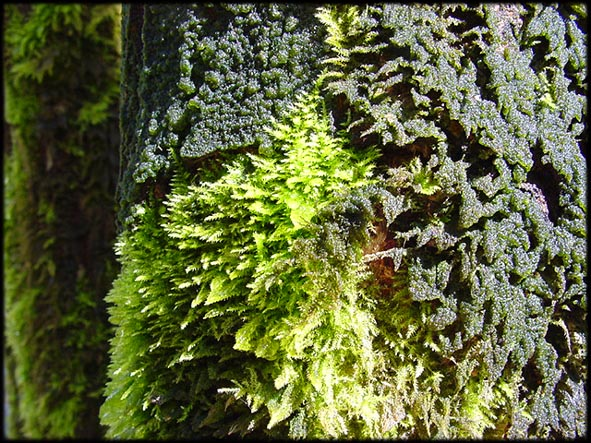
Mousses épiphytes elles-mêmes couvertes d'une épaisse couche d'algues (Zone humide d'Helfaut)